# Cortés y La Malinche
Cortés y La Malinche es un mural de José Clemente Orozco realizado al fresco en 1926. Se conserva en la escalera principal del Antiguo Colegio de San Ildefonso, ubicado en el Centro histórico de la Ciudad de México. Este mural se integra al conjunto de frescos dedicados a la conquista española en territorio mexicano. Los personajes representados son Hernán Cortés y la Malinche, quienes aparecen completamente desnudos y cuyos rostros, así como el color de su piel hacen énfasis en su identidad y las relaciones entre los españoles y los mexicas durante ese periodo histórico.

## Contexto histórico-artístico
La primera vez que se representó a la Malinche dentro del arte del siglo XX, fue en el mural Cortés y Malinche, una obra del artista de Jalisco, José Clemente Orozco. El mural fue realizado en 1926, en el momento en que el edificio servía como la Escuela Nacional Preparatoria, formando parte de las obras visuales que José Vasconcelos encargó a algunos artistas.
José Vasconcelos era fiel creyente de que el arte plasmado en paredes de edificios públicos, gubernamentales y privados jugarían un papel fundamental para la educación cívica de los mexicanos, así como los murales del siglo XVI en edificios religiosos sirvieron para la evangelización. Así como Vasconcelos, los pintores iniciadores del muralismo mexicano también pensaban que el poder del arte tenía un papel importante para lograr una transformación en la sociedad y la moral del pueblo; después de haber dejado atrás una década de guerra revolucionaria.
Los murales realizados en el Antiguo Colegio de San Ildefonso representan sobre todo dos temáticas de la historia nacional: la conquista y la revolución mexicana.

## Historia de Cortés y la Malinche
En marzo de 1519, Hernán Cortés estaba iniciando la campaña de conquista de México. Después de librar una batalla en Centla, los pobladores locales acudieron una mañana al campamento de los españoles para ofrecer a Cortés grandes regalos de oro, mantas y alimentos, así como con veinte doncellas. Hernán Cortés no imaginó en ese momento que una de esas jóvenes llamada Malinalli, o doña Marina para los españoles, sería una colaboradora en sus operaciones contra los aztecas.
Antes de que la Malinche se volviera la traductora y “lengua” de Cortés, su portavoz era Jerónimo de Aguilar quien aprendió el idioma de los mayas de la Península de Yucatán.
En primera instancia, fue al lugarteniente español Alonso Hernández Portocarrero a quien se le otorgó la Malinche. Posteriormente, Cortés se percató del gran valor de esta como intérprete, ideando un plan para deshacerse de Portocarrero. La idea que se le ocurrió fue mandarlo a España con una de las primeras “cartas de relación”, para el rey Carlos V. Hay varias versiones de cómo se dio cuenta Cortés de las habilidades lingüísticas de la Malinche: algunos cronistas dicen que fue Aguilar quien se dio cuenta, informando inmediatamente a Cortés; otras versiones afirman que fue la propia Malinche cuando espontáneamente interpeló a emisarios de Moctezuma, esto al ver la incompetencia de Aguilar para comunicarse con ellos; incluso, algunos cronistas aseguran que la lealtad de doña Marina era tan grande que, al darse cuenta de que algunos indios traducían falsamente las palabras de Cortés, intercedió por él para esclarecer la traducción.

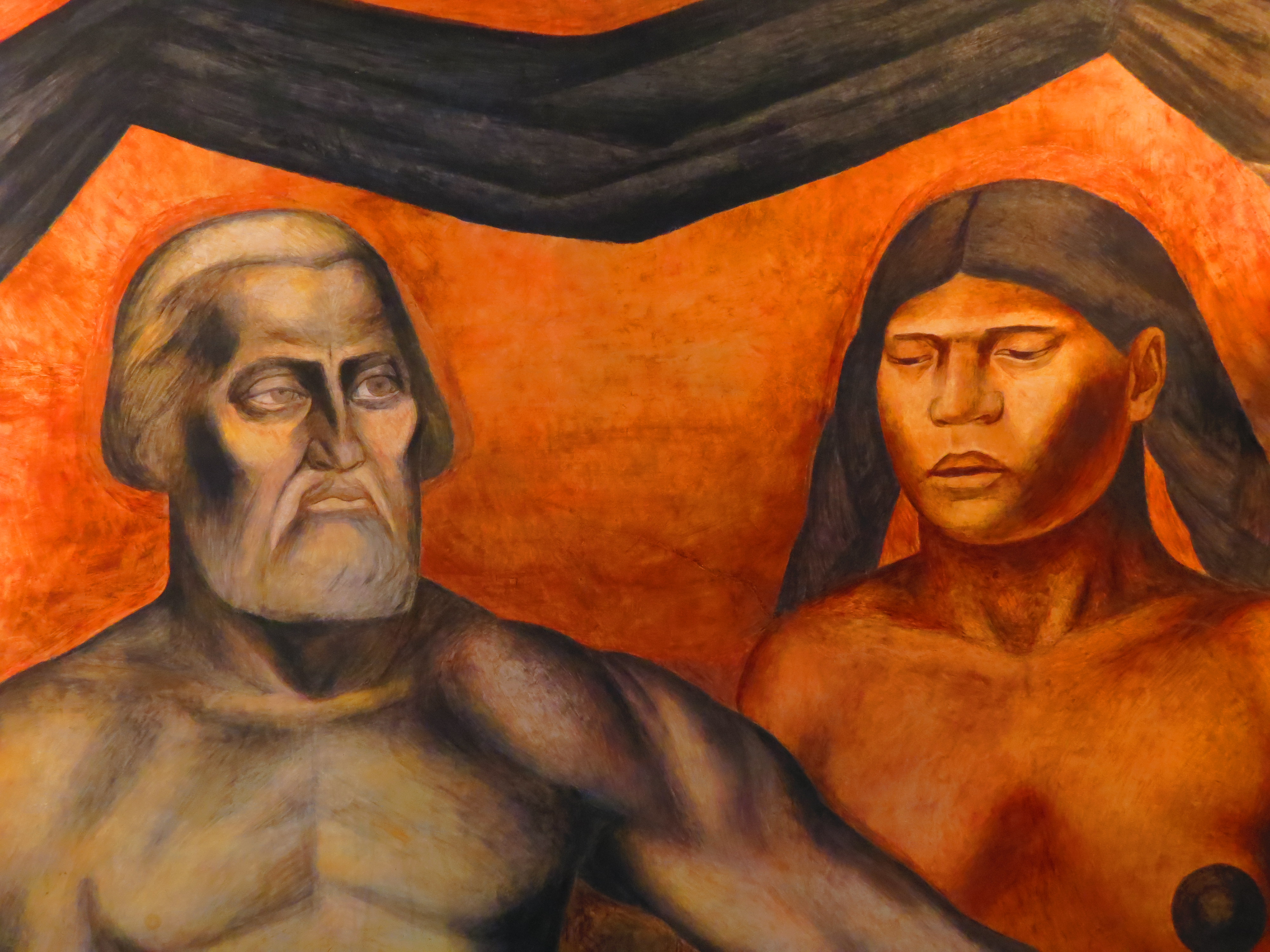
Detalle del mural.

## Descripción iconográfica
Los personajes que se encuentran en el mural están sentados en desnudez, situándose en un espacio rocoso que parece ser una cueva o gruta. Un personaje se reconoce como el conquistador español Hernán Cortés, y el otro personaje como la indígena Malinche, pues sus rostros y el color de su tez sirve como señas de identidad. En la parte baja del mural, yace el cuerpo de un joven a los pies de Cortés y la Malinche.

## Descripción iconológica
El significado de la obra tiene un profundo arraigo en uno de los temas principales del muralismo mexicano, el mestizaje y la unión de dos culturas después de la Conquista en 1521. Asimismo, el autor plasma la sumisión del pueblo mexica (la pasividad de La Malinche) ante el brazo del conquistador, Hernán Cortés, que la sujeta:
Cortés y Malinche emanan fuerza y vitalidad, con cuerpos tan recios que parecen monumentos de piedra. El joven debajo de los protagonistas es indígena y su cuerpo caído transmite derrota o muerte. Él tiene un papel activo, mientras que ella se mantiene pasiva. El conquistador pisa al indígena que se encuentra a sus pies, sujeta con fuerza la mano de su pareja y cruza con determinación su brazo frente al cuerpo femenino. Su mirada es inexpresiva. Por el contrario, Malinche tiene los ojos cerrados y su postura transmite cierta suavidad y sumisión porque asume las acciones de Cortés. El color nos dice que Cortés es frío, Malinche es cálida.
Hernán Cortés y la Malinche se convirtieron en uno de los símbolos oficiales del discurso del mestizaje, propagado por el gobierno de México. Esta representación no hace una crítica como tal de la unión, ni del violento proceso del sometimiento de los pueblos prehispánicos por parte de los invasores. En este sentido, se transforma, junto a la obra de otros muralistas, en uno de los modelos de transmisión del discurso hegemónico.
La idea detrás de Cortés y Malinche es el mestizaje. Durante los años revolucionarios, se retomó la añeja noción del mestizaje, consolidándose en el medio oficial como la piedra angular de la identidad cultural de la nación mexicana. Como sus colegas muralistas, José Clemente Orozco contribuyó a través de sus imágenes a la discusión pública de los asuntos más apremiantes del México posrevolucionario. Cortés y Malinche no transmite un juicio sobre los personajes históricos, si no que presenta el hecho del mestizaje y la violencia que acompañó a este proceso.

## Estilo
El mural tiene un estilo moderno, así como solamente tonalidades grisáceas y marrones. Las formas representadas son curvilíneas, cuadradas y geométricas. Por el tema representado en la pintura, el mural se considera perteneciente al tema de la conquista. En estos años se consagró como un hito esencial en la conformación de la identidad nacional.

## Cultura popular
El mural Cortes y Malinche fue utilizado para representar la conquista española en México. A través de él, la sociedad podía ver una parte que influyó para la conquista de varios grupos étnicos, por parte de las tropas españolas a cargo de Hernán Cortés. Por otro lado, el mural nos muestra el sometimiento que se vivió durante la conquista, pues el brazo de Cortés sobre la Malinche, denota el control que el español tenía sobre la mujer y la población mexicana. La profanación se hace presente por el cuerpo interfecto debajo de los personajes principales, pues la violencia con la que los españoles dominaron a los indígenas mexicanos fue despiadada.